# 菩提寺 (重庆)

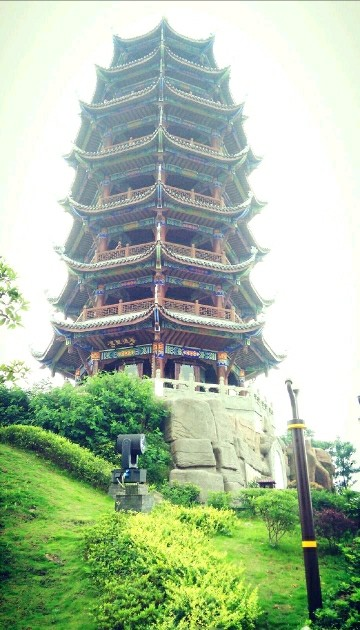
菩提寺达摩塔

菩提寺，位于中国重庆市长寿区、垫江县和涪陵区交界处。距离重庆主城区73公里。寺庙坐落于菩提山顶。据《长寿县志》记载因佛教禅宗祖师菩提达摩到菩提山弘法而得名。 菩提寺迄今有千年历史，在上世纪50年代，遭到破坏，于2014年10月恢复重建。

## 历史文化
菩提寺位于菩提山顶端，始建于北宋，有“达摩道场、禅宗真脉”之称，从古至近代屡次被毁，2014年10月复建。菩提寺占地面积达60余亩，庙宇面积4500平方米，木制结构，古制建筑。从山门到老祖殿有1789级万寿天梯。主要建筑有：寨门牌坊、山门殿、天王殿、钟楼、鼓楼、观音殿、地藏殿、大雄宝殿、藏经楼、祖师殿等。佛教圣物有：斯里兰卡菩提树、《贝叶经》、佛陀舍利、木雕佛像108尊、菩提达摩雕像(完整千年金丝楠阴沉木雕成，高6米、重6吨)。

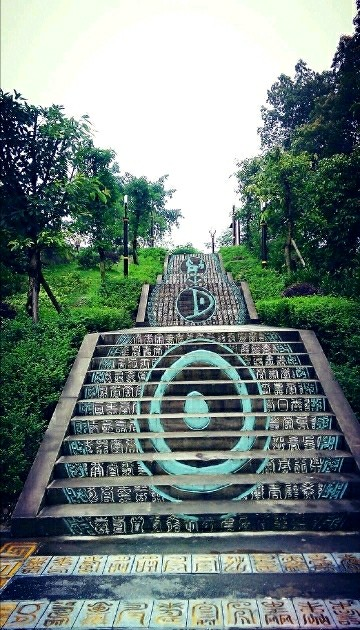
菩提寺万寿天梯上面的寿字

## 主要景区
菩提圣灯，始建于明朝后期，于2014年10月复建而成。属长寿八景之冠，昼夜燃灯；共高37.5米，属于世界上最大的佛教圣灯。灯塔绝壁下雕有13幅达摩故事摩崖石刻。 
菩提寺还有达摩道场、达摩塔、袈裟石、说法石、达摩伏虎、达摩洞、莲花圣池等。

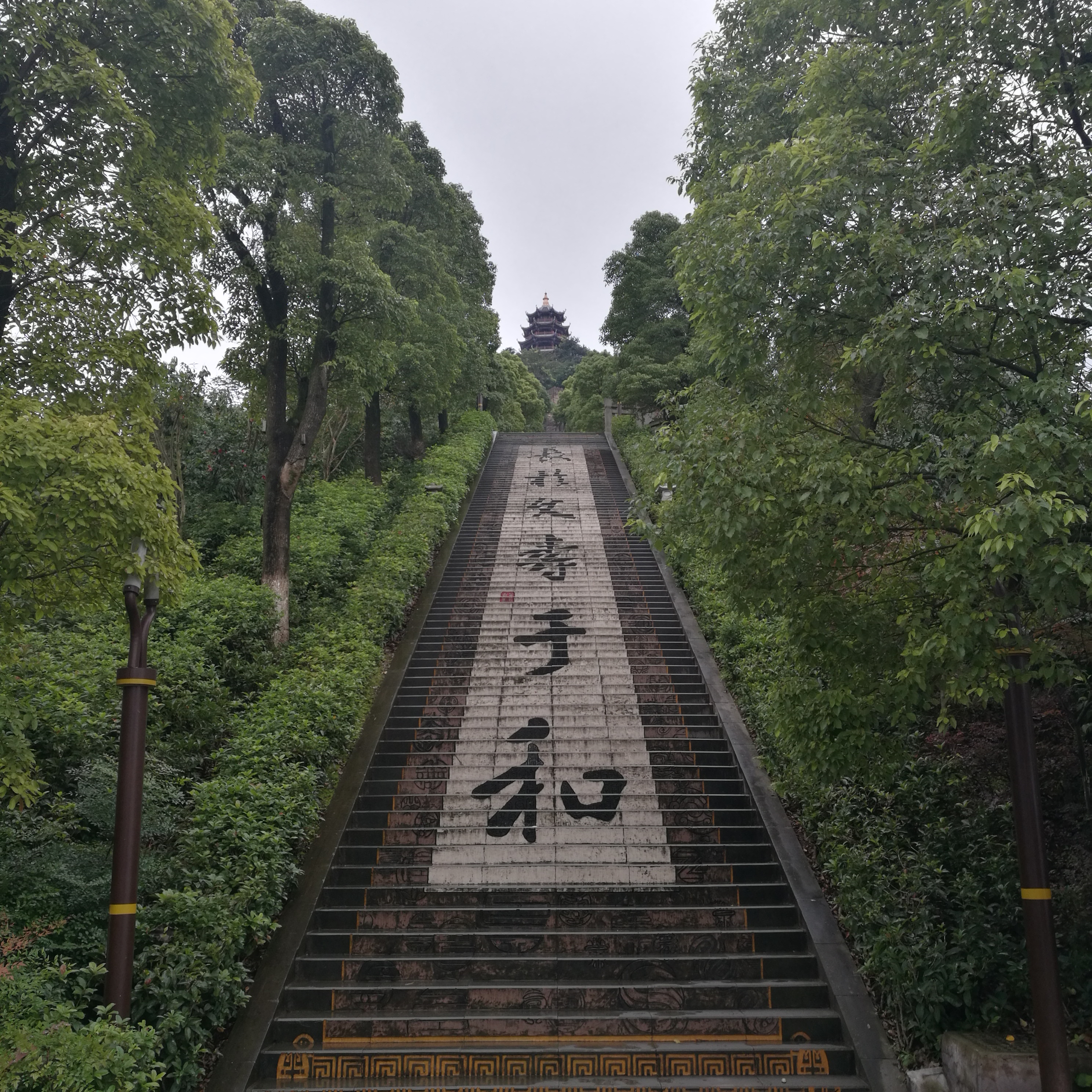
直达菩提寺的万寿天梯

## 附近景区
菩提寺附近景区有：菩提街道的国家4A级旅游景区长寿菩提古镇，双龙镇寿山景区（长寿八景之一），长寿湖镇的国家4A级旅游景区长寿湖风景名胜区等。 

### 长寿菩提古镇

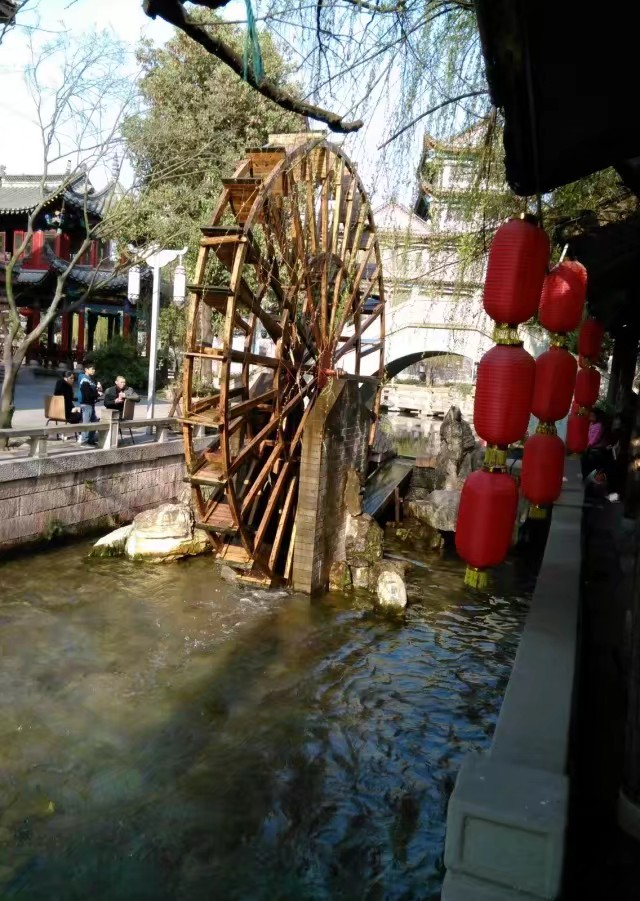
长寿菩提古镇景点水车

长寿菩提古镇位于菩提山脚，占地800亩，总建筑面积37万平方米，国家4A级旅游景区。菩提古镇以中国传统古建筑艺术为载体，集中展示几千年巴渝人文文化及华夏寿文化。菩提古镇有万寿广场、万寿阁、御龙潭公园、万寿公园等。菩提古镇举办节日有啤酒节、泼水节、柚子节、长寿火锅节等。

### 长寿湖风景名胜区

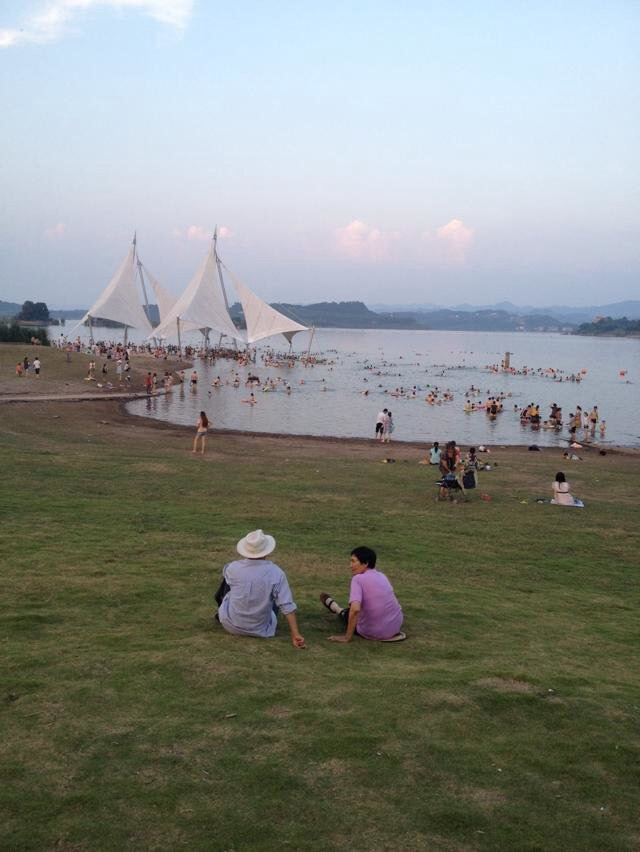
游客们正在水中嬉戏

- 长寿湖及西部岛群：湖面面积达65.5平方千米，湖中密布200余岛屿，湖区和岛屿群是长寿湖风景名胜区景观的核心部分。
- 龙溪河（跳石瀑布）：龙溪河源于梁平县天台乡，经长寿区境的狮子滩后，河床悬崖跌落，水流陡险滩多，形成多级瀑布。
- 人头山：人头山位于长寿湖东岸，安顺岛的正南方。
- 高峰岛与大坪岛：高峰岛以绿色著称，是景区内现有植被最好岛屿。大坪岛位于高峰岛南部，面积约162公顷，是湖区最大岛屿。
- 长寿湖大坝：长寿湖大坝位于湖面南部边缘，拦河坝长1014米，大坝底宽98米、高52米，顶宽8米。
- 长寿湖广场：位于长寿湖大坝西部，有石碑镌刻有1958年周恩来、李先念、李富春等人当年视察狮子滩大坝的题词以及《周总理来到长寿湖》汉白玉群雕。
- 东林寺：东林寺坐落于林峰林场东邻寨，始建于宋淳熙年间，明成化和清咸丰年间两次重修。[8]